# Globales Dorf
Globales Dorf (englisch Global Village) ist ein Begriff aus der Medientheorie, den Marshall McLuhan 1962 in seinem Buch „Die Gutenberg-Galaxis“ (The Gutenberg Galaxy) prägte und in seinem letzten Buch The Global Village ausformulierte. Er bezieht sich damit auf die moderne Welt, die durch elektronische Vernetzungen zu einem „Dorf“ zusammenwächst. Heute wird der Begriff zumeist als Metapher für das Internet und das World Wide Web gebraucht. Ohne seinen Standort zu ändern, kann man über das Internet mit Menschen aus aller Welt in Kontakt treten.
Obwohl der Begriff ein Toponym darstellt, versteht McLuhan darunter eher eine historische Epoche als einen Ort. Sie folgt laut ihm unmittelbar auf die sogenannte „Gutenberg-Galaxis“, also das Buch-Zeitalter. Dessen Anfänge lassen sich bereits in der Erfindung der Alphabete erkennen; den entscheidenden Durchbruch brachte erst die Erfindung der Druckerpresse durch Johannes Gutenberg. Sie erst machte den allgemeinen Erwerb und die Nutzung von Schriftstücken und damit einer großen Menge an Information möglich.
Das globale Dorf löse nun die Gutenberg-Galaxis ab (McLuhan schrieb das Buch in den 1960er Jahren). Individualität werde im Globalen Dorf zugunsten einer kollektiven Identität aufgegeben. McLuhan beschrieb den Begriff nicht mit dem positiven Beiklang, den es heute häufig hat. Er warnte vor Möglichkeiten des Missbrauchs, vor Totalitarismus und Terrorismus, wenn auf die Gefahren, die von den neuen Medien ausgehen, nicht angemessen reagiert werde.
Der Begriff wird in der modernen Medientheorie im Allgemeinen nicht mehr verwendet. Vielmehr spricht man heute von der McLuhan-Galaxis (Manuel Castells), die den Übergang zur Turing-Galaxis (Volker Grassmuck) stellt, oder man verwendet den allgemeinen Ausdruck elektronisches Zeitalter, um das Ende der Gutenberg-Galaxis zu bezeichnen.